# Stine Nørklit Lønborg
Stine Nørklit Lønborg (født 21. december 1998 i Albertslund, Danmark) er en kvindelig dansk håndboldspiller, der spiller for den franske klub JDA Dijon Bourgogne Handball i Ligue Butagaz Énergie. Hun spillede for Danmarks U/19-håndboldlandshold, i perioden december 2017 til juli 2018 hvor hun står noteret for 16 U/19-landskampe. Hun deltog under U/19-VM i håndbold 2018 i Ungarn, hvor Danmark blev nummer 6. Hun scorede i alt 18 mål i 9 kampe, under VM-slutrunden.
Hun har spillet for Ajax København siden 2015 og var med til at sikre holdets oprykning til landets bedste kvindelige række, Damehåndboldligaen, i marts 2017. Hun er lillesøster og holdkammerat til målvogter Sarah Nørklit Lønborg.